# Fernando De Napoli
Fernando de Napoli (Chiusano di San Domenico, 15 maart 1964) is een Italiaans voormalig betaald voetballer die als centrale middenvelder of op de vleugel speelde. In het verleden speelde hij voor onder andere SSC Napoli en AC Milan. De Napoli kwam 54 keer in actie voor het Italiaans voetbalelftal.

## Clubcarrière

### Rimini en Avellino
De Napoli was profvoetballer van 1982 tot 1997 en debuteerde onder trainer Arrigo Sacchi in het shirt van Rimini (1982–1983). Na drie seizoenen in eigen regio voor US Avellino te hebben gespeeld, werd de toen 22-jarige middenvelder in 1986 door trainer Ottavio Bianchi naar SSC Napoli gehaald.

### Napoli
Met Napoli behaalde De Napoli zijn grootste successen als voetballer. Deze periode staat ook bekend als een van de meest succesvolle in de geschiedenis van de Napolitaanse club. Met de sterspelers Diego Maradona en Careca, maar ook met inheemse aanvallende steunpilaren als De Napoli zelf en Andrea Carnevale, werd de UEFA Cup gewonnen in 1988/89. Het Duitse VfB Stuttgart werd over twee wedstrijden verslagen. Bovendien won de club tweemaal de Serie A, in 1987 en 1990.
De Napoli won ook de Coppa Italia met Napels, in 1987 (een dubbel). Met de winst van de Supercoppa Italiana in 1990 was zijn erelijst compleet.
Tot en met 1992 was De Napoli te zien op San Paolo. Hij speelde 176 wedstrijden voor Napels in de Serie A, waarin hij acht doelpunten liet noteren.

### AC Milan
In 1992 verruilde hij Napoli voor AC Milan, dat eveneens aan een van de meest welvarende periodes in de clubgeschiedenis bezig was.
De Napoli won in een team bestaande uit de Nederlanders Frank Rijkaard, Ruud Gullit en Marco van Basten, de Joegoslaviër Dejan Savićević, en de Italiaanse sterkhouders Roberto Donadoni, Daniele Massaro, Demetrio Albertini, Alessandro Costacurta, Franco Baresi en Paolo Maldini in 1993 én 1994 de Serie A alsmede in 1994 de UEFA Champions League. De Napoli was echter nooit een vaste waarde bij I Rossoneri en kwam tot slechts negen competitiewedstrijden.

### Reggiana
In 1994 verhuisde De Napoli nog naar Reggiana, waar hij in 1997 op 33-jarige leeftijd en na het spelen van 58 competitiewedstrijden de schoenen aan de wilgen hing.

## Erelijst
| Competitie                  |        |                  |        |        |
| Competitie                  | Aantal | Jaren            |        |        |
| Napoli                      | Napoli | Napoli           | Napoli | Napoli |
| --------------------------- | ------ | ---------------- | ------ | ------ |
| Serie A                     | 2x     | 1986/87, 1989/90 |        |        |
| UEFA Cup                    | 1x     | 1988/89          |        |        |
| Coppa Italia                | 1x     | 1986/87          |        |        |
| Supercoppa Italiana         | 1x     | 1990             |        |        |
| AC Milan                    |        |                  |        |        |
| Serie A                     | 2x     | 1992/93, 1993/94 |        |        |
| UEFA Champions League       | 1x     | 1993/94          |        |        |
| UEFA Super Cup              | 1x     | 1994             |        |        |
| Supercoppa Italiana         | 1x     | 1993             |        |        |
| Italië                      |        |                  |        |        |
| Wereldkampioenschap voetbal | 1x     | 1990             |        |        |

## Interlandcarrière
De Napoli is een 54-voudig Italiaans international. Hij was met de Squadra Azzurra aanwezig op de WK's van 1986 en 1990. Ook speelde hij mee op het EK 1988 in West-Duitsland, gewonnen door Nederland.